# Dernell Every
Dernell Every (18 de agosto de 1906 – 11 de setembro de 1994) foi um esgrimista norte-americano, que participou dos Jogos Olímpicos de Verão de 1920, sob a bandeira dos Estados Unidos.